# Hemitaeniochromis urotaenia
Hemitaeniochromis urotaenia es una especie de peces de la familia Cichlidae en el orden de los Perciformes.

## Morfología
Los machos pueden llegar alcanzar los 22 cm de longitud total.

## Hábitat
Vive en zonas de clima tropical  entre 23 y 27 °C  m de profundidad.

## Distribución geográfica
Se encuentra en el lago Malawi (Malaui, África Oriental).